# Le Tasse lisant des vers à Eléonore d'Este
Le Tasse lisant des vers à Eléonore d'Este est un tableau peint par Jean-Louis Ducis en 1812. Il est exposé château d'Arenenberg à Salenstein en Suisse.
En 2014, le tableau est prêté au musée des beaux-arts de Lyon dans le cadre de l'exposition L'invention du Passé. Histoires de cœur et d'épée 1802-1850.